# Schiff ohne eigenen Antrieb

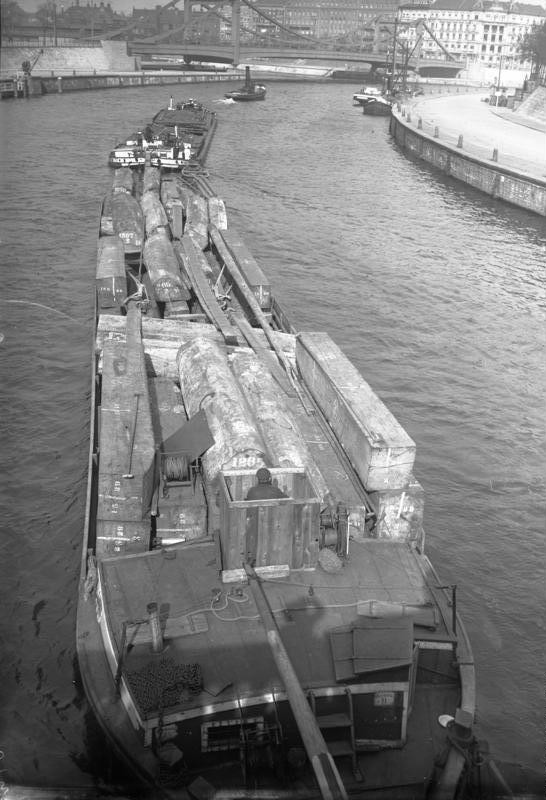
Ein Schleppzug auf der Spree 1928 – ein Schlepper zieht die angehängten Kähne

Schiffe ohne eigenen Antrieb werden überwiegend in der Binnenschifffahrt verwendet. Sie werden entweder gezogen oder geschoben und dienen hauptsächlich dem Transport von Menschen und Gütern. Je nach Einsatz unterscheiden sich die Bezeichnungen.

## Leichter
Ein Leichter (auch Barge genannt) ist ein antriebsloser, schwimmender Ladungsbehälter, der im Schubverband bewegt wird. Im Schiffshebewerk Niederfinow werden antriebslose Leichter mit einer elektrischen Treidelanlage in den Trog gezogen.

## Schute
Schuten dienen dem Transport von Gütern, die aus Seeschiffen entladen werden, im Schleppverband zu den Lagerhäusern im Hafengebiet oder im näheren Umland. Im Hamburger Hafen wird der Führer einer Schute als Ewerführer bezeichnet. Klassische Frachtgüter sind: Sand, Kies, Kohle, Schrott, Schutt und Abfall.

## Bauhüttenschiff
Ein Bauhüttenschiff ist mit einem Bauwagen zu vergleichen. Es besitzt keinen eigenen Antrieb und wird zu seinen Einsatzgebieten geschleppt. Es dient als Aufenthaltsraum und ist je nach Bedarf mit Kochstelle, Heizung, WC, Waschgelegenheit und Büro-/Werkraum ausgestattet. Bauhüttenschiffe werden auch gerne zu Hausbooten oder Wohnschiffen umgebaut.

## Prahm

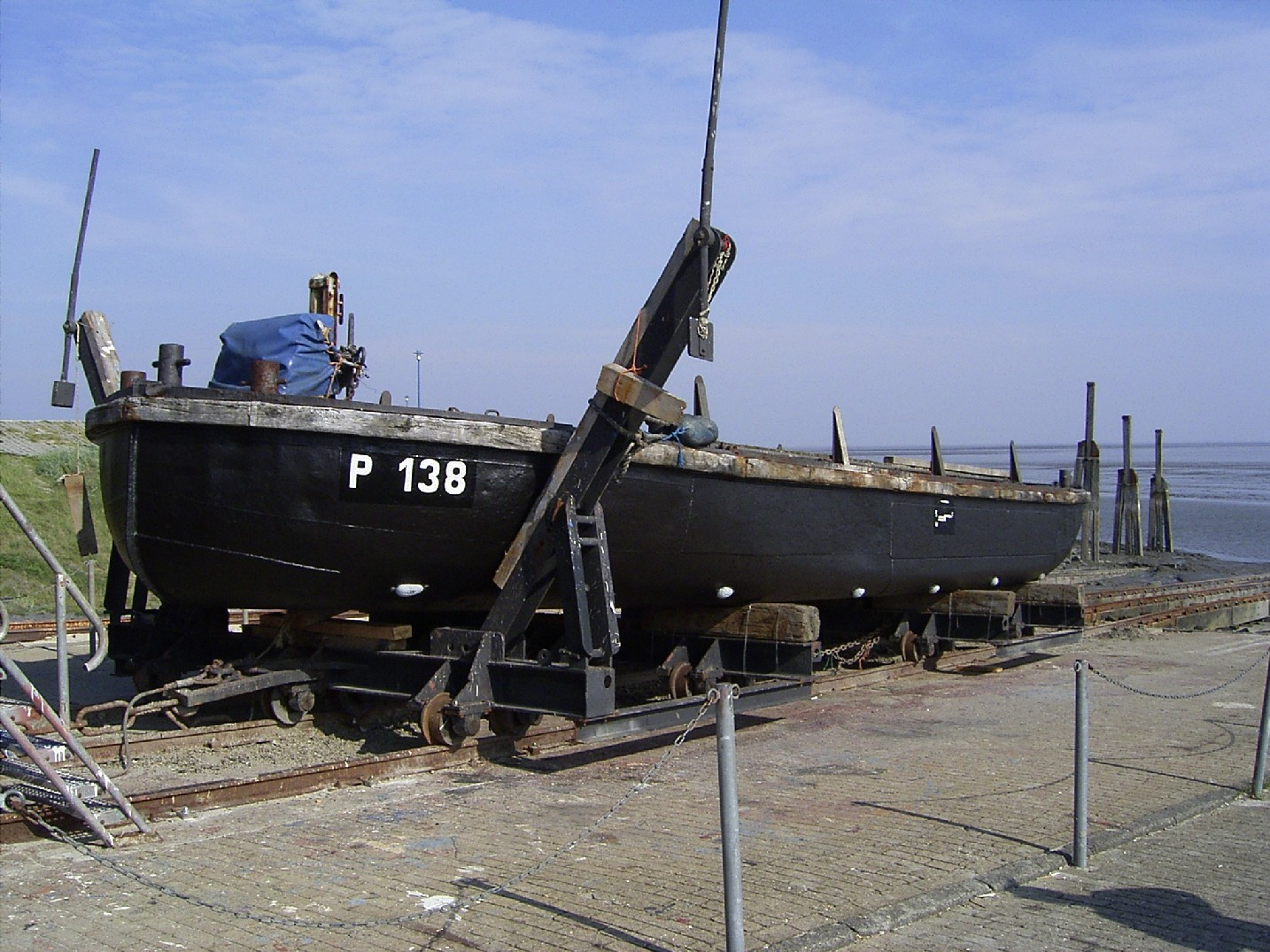
Prahm auf Slipwagen

Der Prahm bezeichnet ursprünglich eine flache Fähre (Prahmfähre) zum Übersetzen von Menschen, Vieh und Wagen. Er war eines der kleinsten Schiffe, das Waren transportierte. Im Bauwesen ist Prahm ein großes, flaches, länglich viereckiges Wasserfahrzeug zur Vornahme von Bauarbeiten im Wasser. Bei Segelregatten ist auch der Begriff Startprahm gebräuchlich; auch hierbei handelt es sich um eine flache, schwimmende Plattform.

## Schleppkahn

Schleppkähne um 1932

Der Schleppkahn entwickelte sich aus den frühen Treidelkähnen. Es gab offene Kähne, solche mit Lukenabdeckung und Tankkähne. Die Besatzung hatte Wohnungen auf den Kähnen, achtern (hinten) wohnte der Schiffsführer, auch Schiffer genannt, mit seiner Familie und vorne, meist im so genannten Vorunter, die Matrosen. Schleppkähne werden auch heute noch auf der Weser, Elbe und Donau eingesetzt, vereinzelt sieht man sie auch noch in den Niederlanden.

## Geschlepptes Schiff
Von einem geschleppten Schiff spricht man, wenn ein manövrierunfähiges Schiff, sei es durch Maschinen- oder Ruderausfall, von einem oder mehreren Schleppern fortbewegt wird, zum Beispiel zur Reparatur in eine Werft. Auf dem Mittelrhein zwischen Sankt Goar und Bingen werden zeitweise Schlepper eingesetzt, um Motorschiffe in der Bergfahrt zu unterstützen, wenn diese nicht genügend motorisiert sind.

## Bildbeispiele

Schuten, Leichter, Schleppzug
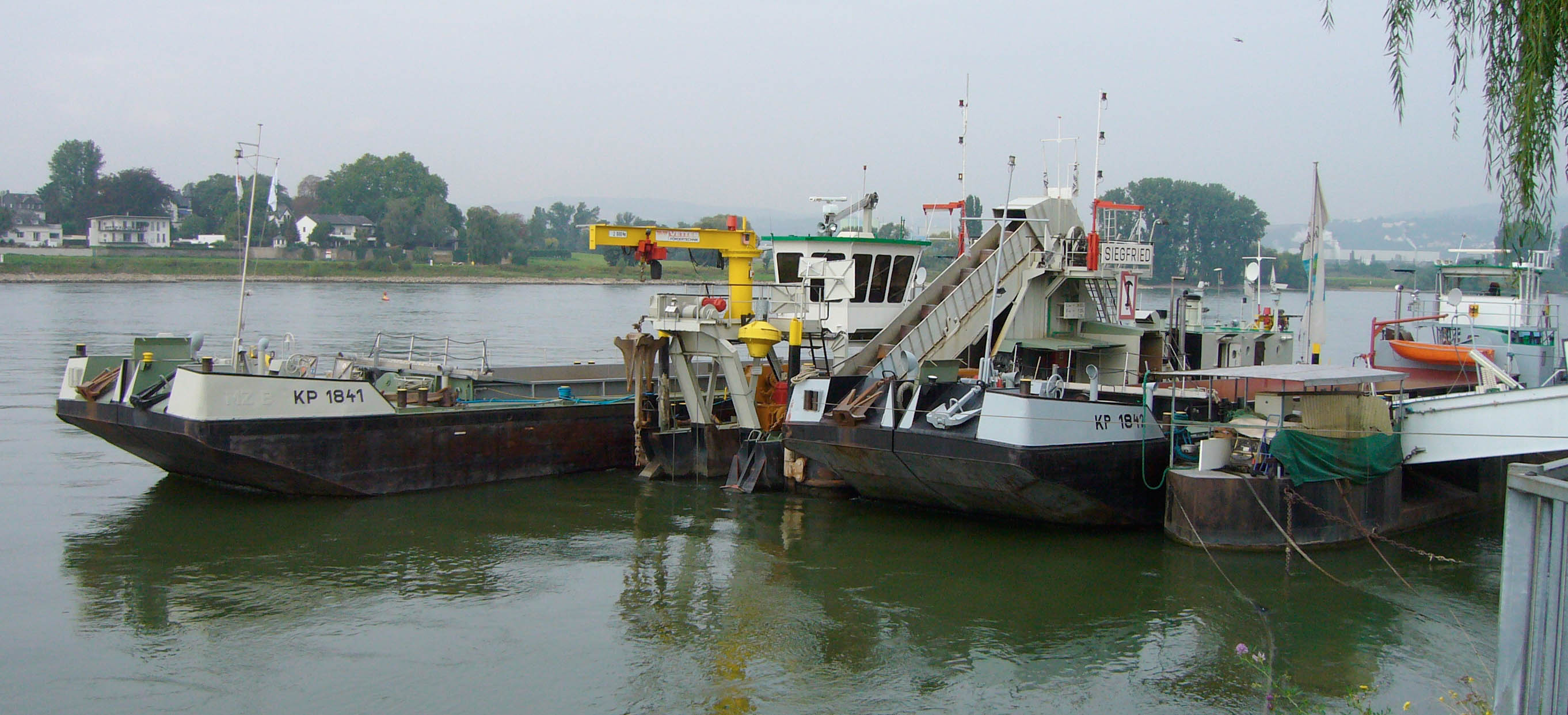
Selbstfahrende Klappschuten und Eimerkettenbagger
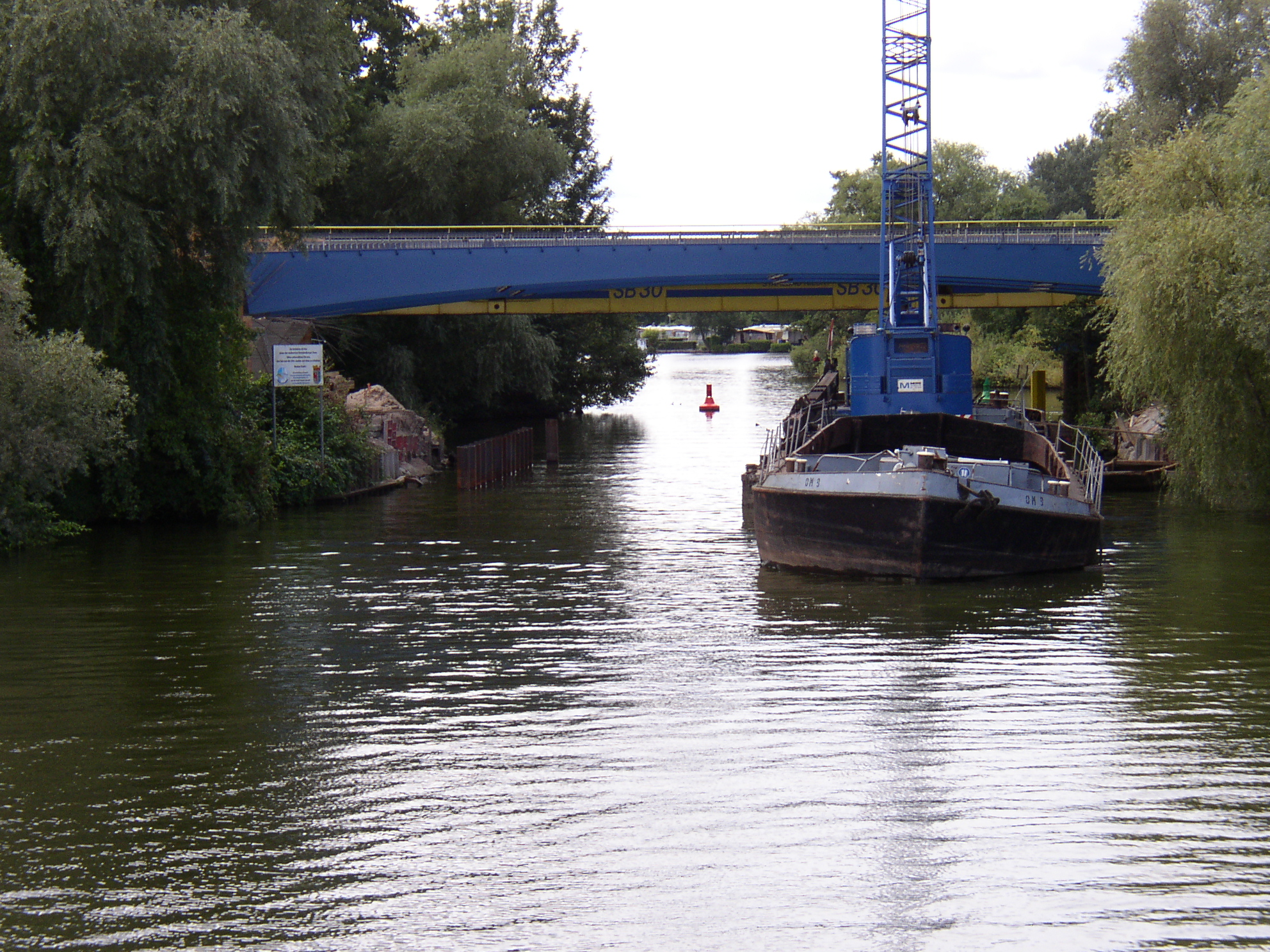
Bauschute mit Bagger in einer Brückenbaustelle
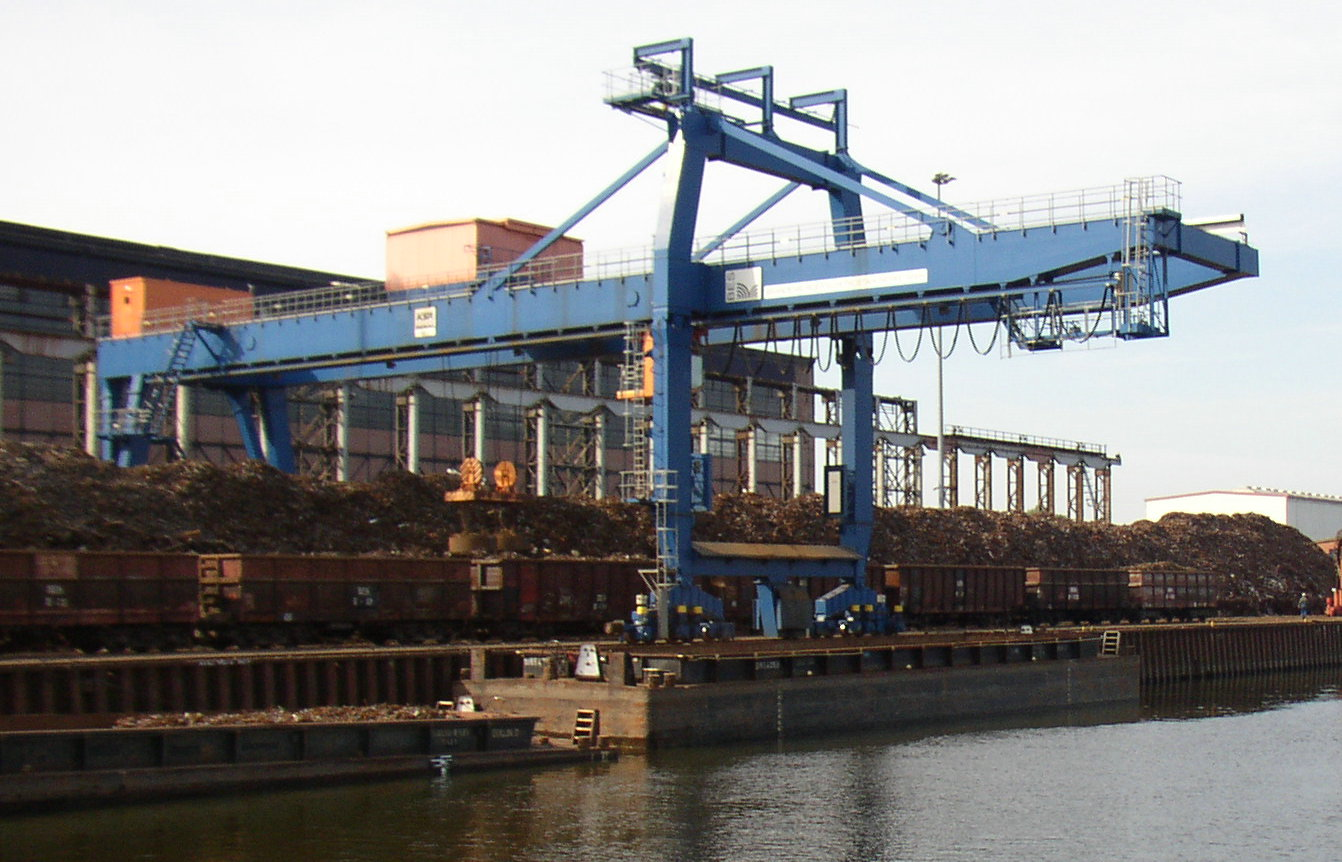
Schubleichter während des Löschens
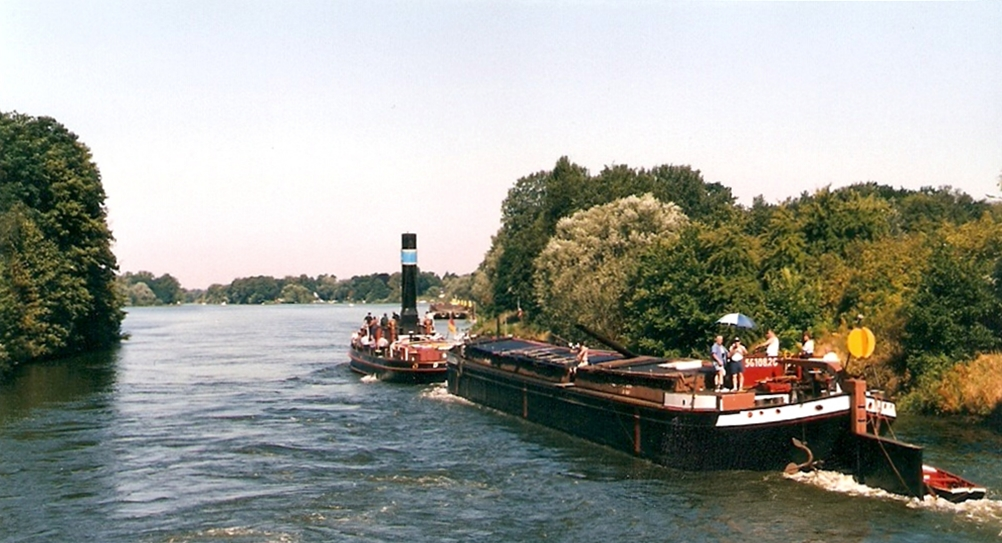
Traditionsschleppzug Dampfer Andreas mit Anhang (Sacrow-Paretzer Kanal)
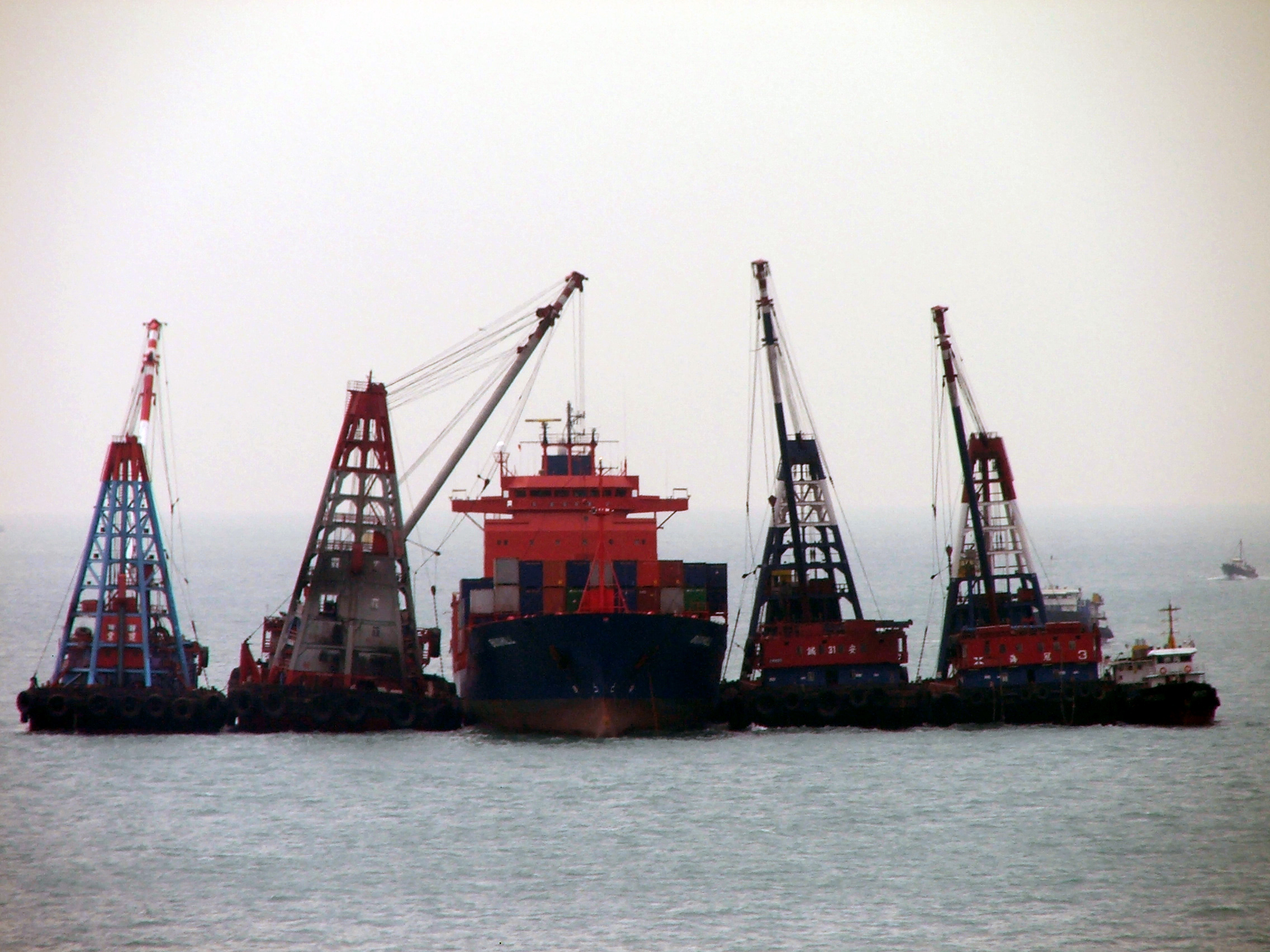
Derrickbargen in Hongkong beladen ein Containerschiff
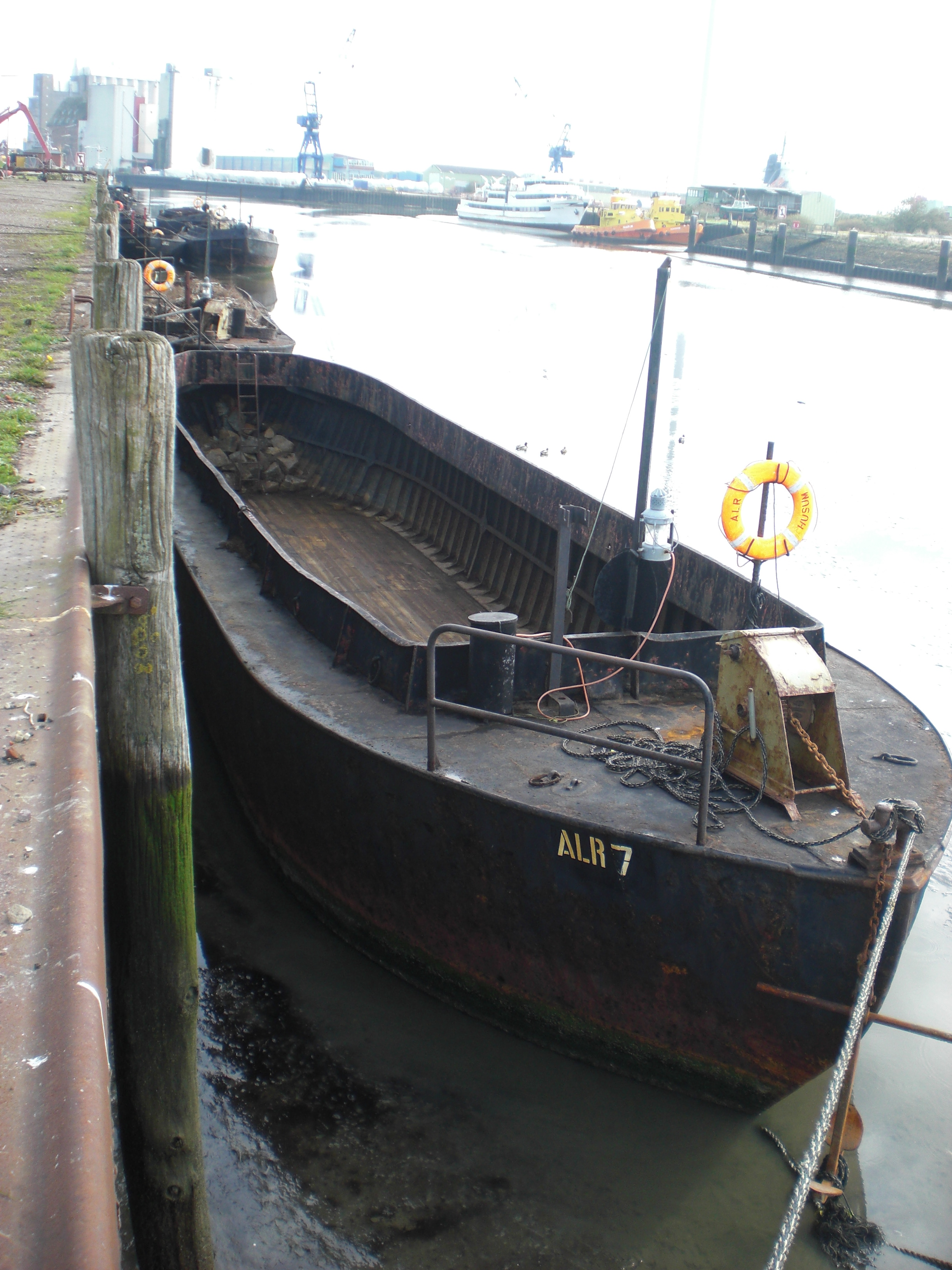
Alte Schute im Husumer Hafen
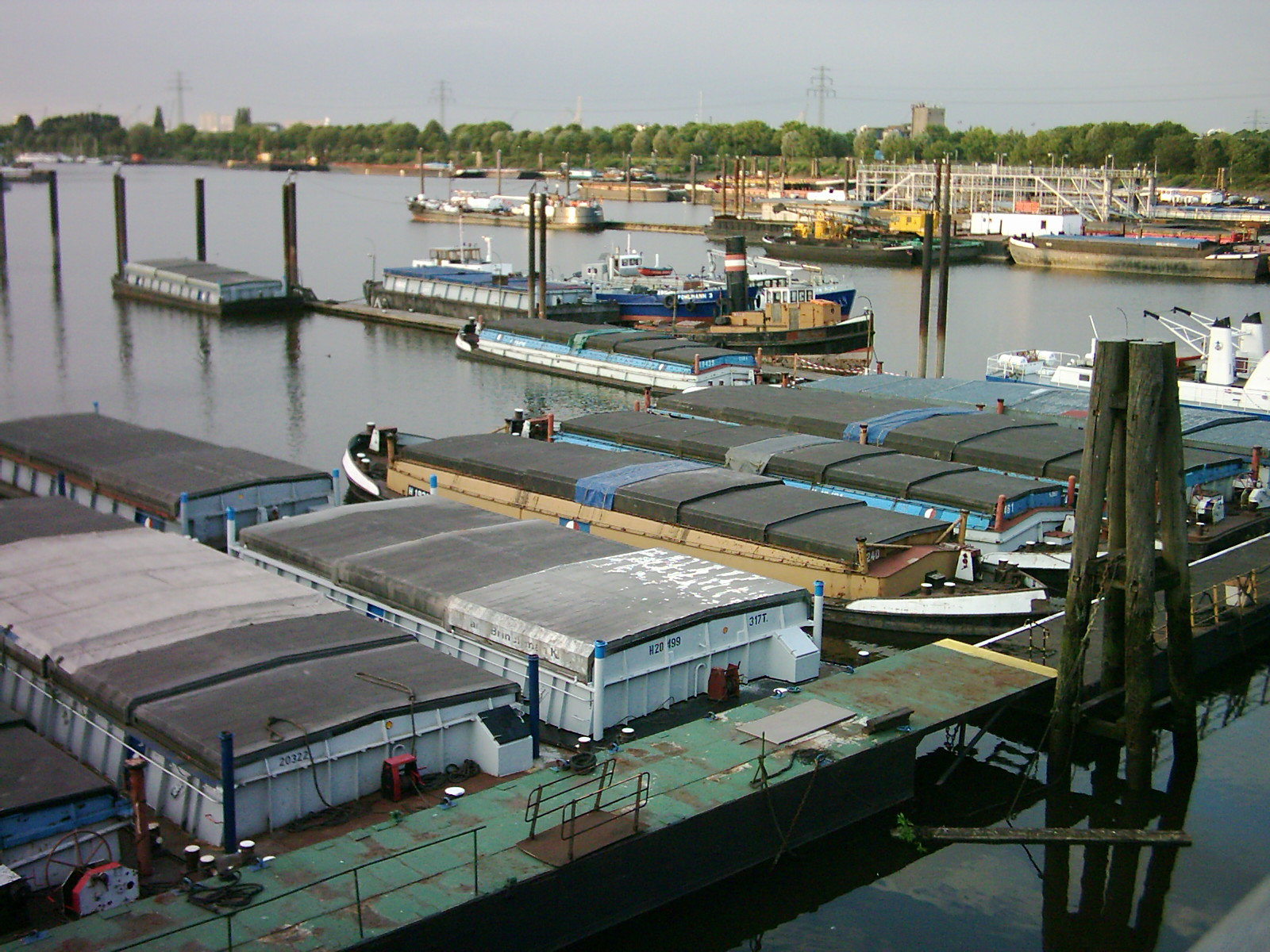
Schuten im Hamburger Hafen
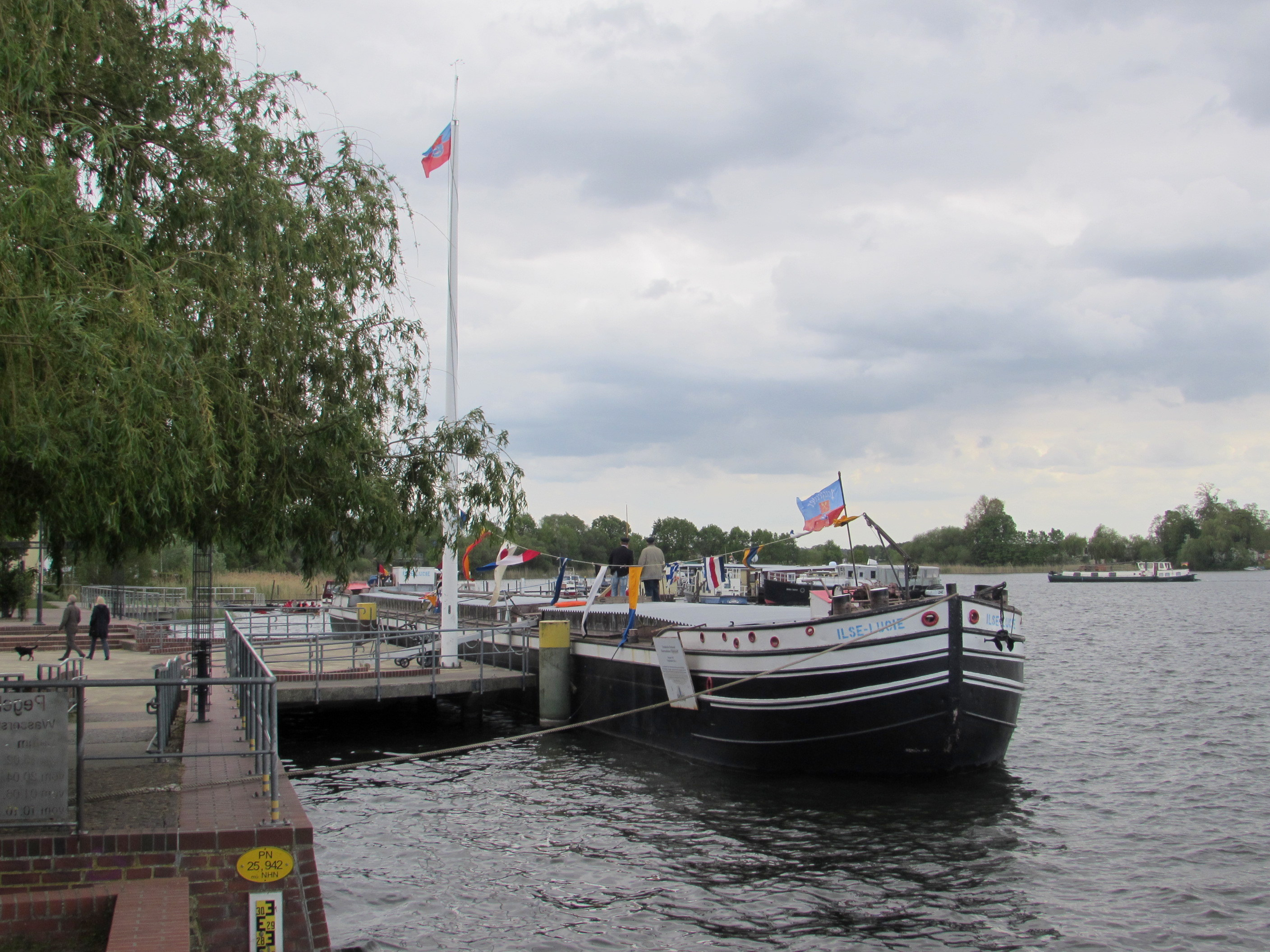
Der Schleppkahn Ilse-Lucie als Museumsschiff im Hafen Pritzerbes